# Christine Pollerus
Christine Pollerus (* 1973 in der Nähe von Graz) ist eine österreichische Musikwissenschafterin, Sopranistin, Gesangslehrerin und Spezialistin für barocke Aufführungspraxis und Gestik. 

## Leben
Christine Pollerus erhielt mit drei Jahren eine Begabten-Förderung an der Kunstuniversität Graz, sie lernte in dieser Zeit auch Violine. Ab 1991 studierte sie an der Karl-Franzens-Universität in Graz Musikwissenschaften. Ab 1994 studierte sie an der Kunstuniversität Graz Gesang (Mezzosopran) bei Josef Loibl und besuchte Meisterkurse u. a. bei Jessica Cash, Francisco Araiza, Kai Wessel, Ute von Garczynski und Inger Wieröd. 1999 erlangte sie ihr Diplom mit Auszeichnung zur Magistra artium. 2001 erfolgte ihr Fachwechsel zum Sopran und 2003 bis 2005 ihre Spezialisierung auf barocke Kammermusik durch ein Aufbaustudium an der Schola Cantorum Basiliensis in der Schweiz bei Jesper Christensen. Gleichzeitig erfolgte eine grundlegende Ausbildung bei Margit Legler und Reinhold Kubik in Richtung historische Schauspielkunst und Gestik. 2005 erlangte sie ihre Promotion mit Auszeichnung mit einer Biographie und gesangsästhetischen Analyse der Sängerin Regina Mingotti (1722–1808).
Bereits während des Studiums wurde Pollerus als Mitarbeiterin an die Kunstuniversität Graz berufen. 1998 bis 2002 war sie dort Lehrbeauftragte am Institut für Musiktheater. 2002 bis 2009 musikwissenschaftliche Mitarbeiterin und stellvertretende Institutsvorständin am Institut für Musikästhetik. Seit 2010 ist sie als freiberufliche Sängerin, Lehrerin und Wissenschaftlerin tätig, hält Vorträge bei nationalen und internationalen Veranstaltungen, wie dem Sommersymposium der Salzburger Festspiele, hält Meisterkurse z. B. an der DTU in Dublin oder der Jerusalem Academy of Music and Dance ab.

## Auszeichnungen und Preise
- 2000: Würdigungspreis des Österreichischen Bundesministeriums für Bildung, Wissenschaft und Kultur

## Wissenschaftliche Arbeiten
- 2005: Biographie und gesangsästhetischen Analyse der Sängerin Regina Mingotti (1722–1808), Dissertation.

## Aktivitäten
- 2010: Gründung des Spezialverlages für Alte Musik und Aufführungspraxis «Edition Ehrenpforte e.U.»
- 2011: Gestische Einstudierung und Aufführung des Oratoriums Il Figliuol Prodigo von Camilla de Rossi, im Rahmen der Reihe «Abendmusiken in Mariahilf» im Kulturzentrum der Minoriten

## Diskographie
- 2011: CD Jupiter, Magnet und Terz – Musik um Kaiser Ferdinand III. Werke von Johann Jakob Froberger, Wolfgang Ebner, Barbara Strozzi und Kaiser Ferdinand III. Christine Pollerus und Tanja Vogrin (Gesang), Michael Hell und Eva Maria Pollerus (Cembalo). Lizenz-CD mit freundlicher Genehmigung von Cavalli-Records.[1]